# David Loggie
David McKie Loggie (Newbiggin, 31 mei 1957) is een voormalig Engels profvoetballer en profgolfer. Als aanvaller speelde hij voor AZ, Willem II en Sparta Rotterdam. In 1993 zette hij een punt achter zijn carrière en werd hij trainer van WFC Wormerveer en JVC Julianadorp. Anno 2015 behoort hij tot de betere golfspelers van Nederland. Loggie bezit eveneens een Nederlands paspoort.

## Biografie

### Loopbaan als speler
Loggie werd bij York City ontdekt door Barry Hughes, die hem vervolgens naar Sparta haalde. Loggie stond bekend als een bevlogen en gedreven voetballer met veel inzet. Met zijn spel groeide hij bij zowel Sparta Rotterdam als AZ uit tot publiekslieveling. In 1982 vertrok Loggie naar Lierse SK, maar keerde na één seizoen terug naar Nederland. Bij Cambuur laat Loggie zich met succes omscholen tot centrale verdediger.

### Na zijn voetbalcarrière
In 1993 ging Loggie aan de slag als trainer van Nederlandse amateurclubs. Eerst één seizoen bij WFC Wormerveer en vervolgens vier bij JVC Julianadorp. Nadien was hij geregeld te vinden op diverse golfbanen.
Loggie werd in 2014 de grote winnaar van golftoernooi Goud van de Hout, het golftoernooi voor oud-medewerkers van AZ en genodigden. Anno 2015 behoort hij tot de betere golfspelers van Nederland en is hij werkzaam als teaching golfpro. Als golfprofessional heeft Loggie geen handicap.

## Statistieken
| Periode   | Club               | Competitie      | Wed. | Goals |
| --------- | ------------------ | --------------- | ---- | ----- |
| 1975/1976 | Burnley FC         | First Division  | 1    | 0     |
| 1976/1977 | Burnley FC         | Second Division | 4    | 0     |
| 1977/1978 | Burnley FC         | Second Division | 2    | 0     |
| 1978/1979 | York City          | Fourth Division | 38   | 8     |
| 1979/1980 | York City          | Fourth Division | 12   | 3     |
| 1980/1981 | Sparta Rotterdam   | Eredivisie      | 24   | 11    |
| 1981/1982 | Sparta Rotterdam   | Eredivisie      | 25   | 14    |
| 1982/1983 | Lierse SK          | Eerste klasse   | 30   | 10    |
| 1983/1984 | AZ '67             | Eredivisie      | 31   | 16    |
| 1984/1985 | AZ '67             | Eredivisie      | 28   | 11    |
| 1985/1986 | AZ '67             | Eredivisie      | 13   | 4     |
| 1986/1987 | AZ                 | Eredivisie      | 24   | 10    |
| 1987/1988 | AZ                 | Eredivisie      | 11   | 3     |
| 1988/1989 | AZ                 | Eredivisie      | 20   | 12    |
| 1989/1990 | Willem II          | Eredivisie      | 15   | 7     |
| 1990/1991 | Willem II          | Eredivisie      | 32   | 11    |
| 1991/1992 | Cambuur Leeuwarden | Eerste divisie  | 17   | 1     |
| 1992/1993 | AZ                 | Eerste divisie  | 1    | 0     |
| Totaal    | Totaal             | Totaal          | 328  | 121   |

## Erelijst
- Kampioenschap Eerste divisie: 1992 (Cambuur Leeuwarden)

## Trivia
- De naam van Loggie is terug te vinden in de "KNVB top 5: zwaarst gestrafte spelers", aangezien Loggie in 1982 twintig wedstrijden geschorst werd, mede wegens een gevecht met voormalig PSV-speler Huub Stevens.
- Loggie bezit naast de Britse nationaliteit ook de Nederlandse nationaliteit.
- Het literair voetbaltijdschrift Hard gras kwam in januari 2013 met de onthulling dat Loggie in de jaren tachtig werd gearresteerd, omdat hij samen met toenmalig teamgenoot René van der Gijp in achtertuinen van Dordrecht dook om te kunnen ruiken aan slipjes die te drogen hingen aan de waslijn.[4] Dit werd binnen Sparta afgedaan als een kwajongensstreek.[5]